# Alchemilla dolichotoma
Alchemilla dolichotoma är en rosväxtart som beskrevs av A. Plocek. Alchemilla dolichotoma ingår i släktet daggkåpor, och familjen rosväxter. Utöver nominatformen finns också underarten A. d. sinaiae.